# Nuoto ai campionati mondiali di nuoto 2023 - 100 metri dorso femminili
La gara di nuoto dei 100 metri dorso femminili dei campionati mondiali di nuoto 2023 è stata disputata il 24 e 25 luglio 2023 presso il Marine Messe Fukuoka di Fukuoka. Vi hanno preso parte 61 atlete provenienti da 54 nazioni.
La competizione è stata vinta dalla nuotatrice australiana Kaylee McKeown, mentre l'argento e il bronzo sono andati rispettivamente alle statunitensi Regan Smith e Katharine Berkoff.

## Podio
| Posizione | Atleta            | Nazionalità |
| --------- | ----------------- | ----------- |
| Oro       | Kaylee McKeown    | Australia   |
| Argento   | Regan Smith       | Stati Uniti |
| Bronzo    | Katharine Berkoff | Stati Uniti |

## Programma
| Data           | Ora (UTC+9) | Turno      |
| -------------- | ----------- | ---------- |
| 24 luglio 2023 | 11:21       | Batterie   |
| 24 luglio 2023 | 20:12       | Semifinali |
| 25 luglio 2023 | 20:09       | Finale     |

## Record
Prima della competizione il record del mondo e il record dei campionati erano i seguenti:
| Record mondiale       | 57"45 | Kaylee McKeown Australia | 13 giugno 2021 Adelaide, Australia    |
| Record dei campionati | 57"57 | Regan Smith Stati Uniti  | 28 luglio 2019 Gwangju, Corea del Sud |

Durante la competizione è stato battuto il seguente record:
| Data      | Evento | Atleta         | Nazione   | Tempo | Record                | Nota |
| --------- | ------ | -------------- | --------- | ----- | --------------------- | ---- |
| 25 luglio | Finale | Kaylee McKeown | Australia | 57"53 | Record dei campionati |      |

## Risultati

### Batterie
| Pos. | Batteria | Corsia | Atleta                  | Nazionalità         | Tempo   | Note |
| ---- | -------- | ------ | ----------------------- | ------------------- | ------- | ---- |
| 1    | 6        | 4      | Regan Smith             | Stati Uniti         | 58"47   | Q    |
| 2    | 7        | 4      | Kaylee McKeown          | Australia           | 58"90   | Q    |
| 3    | 5        | 4      | Katharine Berkoff       | Stati Uniti         | 59"04   | Q    |
| 4    | 7        | 5      | Kylie Masse             | Canada              | 59"14   | Q    |
| 5    | 6        | 3      | Wan Letian              | Cina                | 59"52   | Q    |
| 6    | 7        | 2      | Pauline Mahieu          | Francia             | 59"60   | Q    |
| 7    | 6        | 6      | Maaike de Waard         | Paesi Bassi         | 59"89   | Q    |
| 8    | 5        | 5      | Wang Xueer              | Cina                | 59"93   | Q    |
| 9    | 6        | 5      | Ingrid Wilm             | Canada              | 59"96   | Q    |
| 10   | 5        | 7      | Madison Wilson          | Australia           | 1'00"04 | Q    |
| 11   | 6        | 1      | Lauren Cox              | Gran Bretagna       | 1'00"10 | Q    |
| 12   | 7        | 6      | Medi Harris             | Gran Bretagna       | 1'00"11 | Q    |
| 13   | 5        | 3      | Margherita Panziera     | Italia              | 1'00"40 | Q    |
| 14   | 5        | 1      | Simona Kubová           | Rep. Ceca           | 1'00"45 | Q    |
| 15   | 7        | 0      | Hanna Rosvall           | Svezia              | 1'00"46 | Q    |
| 15   | 7        | 3      | Kira Toussaint          | Paesi Bassi         | 1'00"46 | Q    |
| 17   | 5        | 2      | Adela Piskorska         | Polonia             | 1'00"51 |      |
| 18   | 6        | 8      | Lee Eun-ji              | Corea del Sud       | 1'00"56 |      |
| 19   | 4        | 4      | Helena Gasson           | Nuova Zelanda       | 1'00"83 |      |
| 19   | 7        | 1      | Rio Shirai              | Giappone            | 1'00"83 |      |
| 21   | 7        | 7      | Carmen Weiler Sastre    | Spagna              | 1'00"87 |      |
| 22   | 5        | 6      | Roos Vanotterdijk       | Belgio              | 1'00"95 |      |
| 23   | 7        | 9      | Stephanie Au            | Hong Kong           | 1'01"08 |      |
| 24   | 6        | 0      | Camila Rebelo           | Portogallo          | 1'01"27 |      |
| 25   | 5        | 8      | Ingeborg Løyning        | Norvegia            | 1'01"32 |      |
| 26   | 6        | 2      | Paulina Peda            | Polonia             | 1'01"40 |      |
| 27   | 7        | 8      | Danielle Hill           | Irlanda             | 1'01"51 |      |
| 28   | 4        | 3      | Aviv Barzelay           | Israele             | 1'01"66 |      |
| 28   | 4        | 6      | Gabriela Georgieva      | Bulgaria            | 1'01"66 |      |
| 30   | 6        | 7      | Analia Pigrée           | Francia             | 1'01"67 |      |
| 31   | 6        | 9      | Nina Kost               | Svizzera            | 1'02"03 |      |
| 32   | 4        | 1      | Xenia Ignatova          | Kazakistan          | 1'02"34 |      |
| 32   | 4        | 5      | Andrea Berrino          | Argentina           | 1'02"34 |      |
| 34   | 5        | 0      | Dóra Molnár             | Ungheria            | 1'02"62 |      |
| 35   | 4        | 8      | Milla Drakopoulos       | Sudafrica           | 1'02"77 |      |
| 36   | 4        | 7      | Julia Góes              | Brasile             | 1'02"87 |      |
| 37   | 5        | 9      | Miranda Grana           | Messico             | 1'02"91 |      |
| 38   | 3        | 4      | McKenna de Bever        | Perù                | 1'03"12 |      |
| 39   | 4        | 9      | Emma Harvey             | Bermuda             | 1'03"14 |      |
| 40   | 4        | 2      | Tatiana Salcuțan        | Moldavia            | 1'03"18 |      |
| 41   | 3        | 5      | Elizabeth Jiménez       | Rep. Dominicana     | 1'03"45 |      |
| 42   | 3        | 1      | Andrea Becali           | Cuba                | 1'04"27 |      |
| 43   | 3        | 6      | Danielle Titus          | Barbados            | 1'04"40 |      |
| 44   | 3        | 3      | Saovanee Boonamphai     | Thailandia          | 1'04"53 |      |
| 45   | 4        | 0      | Abril Aunchayna         | Uruguay             | 1'04"66 |      |
| 46   | 3        | 2      | Carolina Cermelli       | Panama              | 1'04"85 |      |
| 46   | 3        | 8      | Donata Katai            | Zimbabwe            | 1'04"85 |      |
| 48   | 3        | 0      | Ganga Malwaththage      | Sri Lanka           | 1'04"86 |      |
| 49   | 3        | 7      | Anishta Teeluck         | Mauritius           | 1'05"32 |      |
| 50   | 1        | 3      | Felicity Passon         | Seychelles          | 1'05"35 |      |
| 51   | 1        | 4      | Gaurika Singh           | Nepal               | 1'06"80 |      |
| 52   | 3        | 9      | Eda Zeqiri              | Kosovo              | 1'07"17 |      |
| 53   | 2        | 5      | Ariuntamir Enkh-Amgalan | Mongolia            | 1'08"59 |      |
| 54   | 2        | 1      | Cheang Weng Lam         | Macao               | 1'08"60 |      |
| 55   | 2        | 4      | Aynura Primova          | Turkmenistan        | 1'08"97 |      |
| 56   | 2        | 8      | Idealy Tendrinavalona   | Madagascar          | 1'10"29 |      |
| 57   | 2        | 3      | Chanchakriya Kheun      | Cambogia            | 1'10"51 |      |
| 58   | 2        | 6      | Jennifer Harding-Marlin | Saint Kitts e Nevis | 1'12"19 |      |
| 59   | 1        | 5      | Abigail Ai Tom          | Papua Nuova Guinea  | 1'14"69 |      |
| 60   | 2        | 2      | Hamna Ahmed             | Maldive             | 1'18"17 |      |
| 61   | 2        | 7      | Ammara Pinto            | Malawi              | 1'22"06 |      |

### Semifinali
| Pos. | Semifinale | Corsia | Atleta              | Nazionalità   | Tempo   | Note |
| ---- | ---------- | ------ | ------------------- | ------------- | ------- | ---- |
| 1    | 2          | 4      | Regan Smith         | Stati Uniti   | 58"33   | Q    |
| 2    | 1          | 4      | Kaylee McKeown      | Australia     | 58"48   | Q    |
| 3    | 2          | 5      | Katharine Berkoff   | Stati Uniti   | 58"60   | Q    |
| 4    | 1          | 5      | Kylie Masse         | Canada        | 59"06   | Q    |
| 5    | 1          | 3      | Pauline Mahieu      | Francia       | 59"30   | Q,   |
| 6    | 2          | 2      | Ingrid Wilm         | Canada        | 59"35   | Q    |
| 7    | 2          | 3      | Wan Letian          | Cina          | 59"49   | Q    |
| 8    | 1          | 7      | Medi Harris         | Gran Bretagna | 59"62   | Q    |
| 9    | 1          | 2      | Madison Wilson      | Australia     | 59"63   |      |
| 10   | 2          | 7      | Lauren Cox          | Gran Bretagna | 59"79   |      |
| 11   | 2          | 6      | Maaike de Waard     | Paesi Bassi   | 59"84   |      |
| 12   | 1          | 8      | Kira Toussaint      | Paesi Bassi   | 59"89   |      |
| 13   | 1          | 6      | Wang Xueer          | Cina          | 59"96   |      |
| 14   | 1          | 1      | Simona Kubová       | Rep. Ceca     | 1'00"43 |      |
| 15   | 2          | 8      | Hanna Rosvall       | Svezia        | 1'00"65 |      |
| 16   | 2          | 1      | Margherita Panziera | Italia        | 1'01"31 |      |

### Finale
| Pos.    | Corsia | Atleta            | Nazionalità   | Tempo   | Note |
| ------- | ------ | ----------------- | ------------- | ------- | ---- |
| Oro     | 5      | Kaylee McKeown    | Australia     | 57"53   |      |
| Argento | 4      | Regan Smith       | Stati Uniti   | 57"78   |      |
| Bronzo  | 3      | Katharine Berkoff | Stati Uniti   | 58"25   |      |
| 4       | 6      | Kylie Masse       | Canada        | 59"09   |      |
| 5       | 7      | Ingrid Wilm       | Canada        | 59"31   |      |
| 6       | 2      | Pauline Mahieu    | Francia       | 59"72   |      |
| 7       | 8      | Medi Harris       | Gran Bretagna | 59"84   |      |
| 8       | 1      | Wan Letian        | Cina          | 1'00"39 |      |